# Estland op het Eurovisiesongfestival 2006
Estland nam deel aan het Eurovisiesongfestival 2006 in Athene, Griekenland. Het was de 12de deelname van het land op het Eurovisiesongfestival. De selectie verliep via het jaarlijkse Eurolaul, waarvan de finale plaatsvond op 4 februari 2006. ETV was verantwoordelijk voor de Estse bijdrage voor de editie van 2006.

## Selectieprocedure
De nationale finale vond plaats op 4 februari 2006 in de studio's van de nationale omroep in Tallinn.
In totaal deden er 10 artiesten mee aan deze nationale finale. 
De winnaar werd bepaald door televoting.

| №  | Lied                    | Artiest           | Punten | Plaats |
| -- | ----------------------- | ----------------- | ------ | ------ |
| 1  | It Was You              | Carola Szücs      | 56     | 5de    |
| 2  | Open Up Your Heart      | Sofia Rubina      | 51     | 7de    |
| 3  | Everytime I Tell You    | Reverend B & Crux | 30     | 10de   |
| 4  | Iseendale               | Ines              | 84     | 2de    |
| 5  | Sweet Separation        | Aphro Tito        | 33     | 9de    |
| 6  | Through My Window       | Sandra Oxenryd    | 90     | 1ste   |
| 7  | Higher                  | Glow              | 73     | 3de    |
| 8  | Be 1st                  | Marilin           | 41     | 8ste   |
| 9  | Friends Will Be Friends | Noorkuu           | 55     | 6de    |
| 10 | Mr Right                | Meribel           | 67     | 4de    |

## In Athene
In Griekenland moest Estland aantreden als 21ste in de halve finale, net na Zweden en voor Bosnië en Herzegovina. Op het einde van de puntentelling bleek dat ze op een 18de plaats waren geëindigd met 28 punten.
Nederland en België hadden geen punten over voor deze inzending.

### Gekregen punten

#### Halve Finale
| 12 punten          | 10 punten | 8 punten | 7 punten     | 6 punten  |
| ------------------ | --------- | -------- | ------------ | --------- |
|                    |           | - Zweden | - Letland    |           |
| 5 punten           | 4 punten  | 3 punten | 2 punten     | 1 punt    |
| - Finland - Monaco |           |          | - Denemarken | - Ierland |

### Punten gegeven door Estland

#### Halve Finale
Punten gegeven in de halve finale:
| 12 punten | Finland               |
| 10 punten | Rusland               |
| 8 punten  | Litouwen              |
| 7 punten  | Zweden                |
| 6 punten  | Ierland               |
| 5 punten  | IJsland               |
| 4 punten  | Oekraïne              |
| 3 punten  | België                |
| 2 punten  | Monaco                |
| 1 punt    | Bosnië en Herzegovina |

#### Finale
Punten gegeven in de finale:
| 12 punten | Finland             |
| 10 punten | Rusland             |
| 8 punten  | Litouwen            |
| 7 punten  | Zweden              |
| 6 punten  | Ierland             |
| 5 punten  | Oekraïne            |
| 4 punten  | Roemenië            |
| 3 punten  | Letland             |
| 2 punten  | Verenigd Koninkrijk |
| 1 punt    | Denemarken          |